# Santa Anita Huiloac
Santa Anita Huiloac är en ort i Mexiko.   Den ligger i kommunen Apizaco och delstaten Tlaxcala, i den sydöstra delen av landet, 100 km öster om huvudstaden Mexico City. Santa Anita Huiloac ligger 2 429 meter över havet och antalet invånare är 5 247.
Terrängen runt Santa Anita Huiloac är varierad. Runt Santa Anita Huiloac är det mycket tätbefolkat, med 1 018 invånare per kvadratkilometer. Närmaste större samhälle är Apizaco, 2,8 km norr om Santa Anita Huiloac. Trakten runt Santa Anita Huiloac består till största delen av jordbruksmark.